# 持久自由行動 (非洲之角)
持久自由行動 (非洲之角)（英語：Operation Enduring Freedom – Horn of Africa）是美国为打击非洲之角的伊斯兰武裝和海盗而采取的军事行动，它是持久自由军事行动的一部分。
負責執行持久自由行動 (非洲之角)陸上任務的主要是非洲之角聯合特遣部隊。海军部分則是由多国联合特遣部队150组成，它在美国第五舰队的指挥下运作。
非洲之角聯合特遣部隊由来自美国军方和盟国的大约2,000名军人和女性组成。他的負責範圍包括苏丹，索马里，吉布提，埃塞俄比亚，厄立特里亚，塞舌尔和肯尼亚。除了顾问，物资和其他形式的非战斗支持外，美国对该行动的贡献主要包括针对青年党的无人机打击。美国的其他作战行动包括空袭，巡航导弹打击和特种部队突袭。 
海盗在索马里沿海猖獗後，嚴重威脅附近的運輸船隻，因此反海盜行動也是持久自由行動 (非洲之角) 的一部分。这方面主要是由联合特遣部队150負責打擊，而同时其他国家（例如中国，印度和俄罗斯）在索马里沿海也开展独立的反海盗行动。